# Výsada (Vejprty)
Výsada (do roku 1950 Lauxův Mlýn, německy Lauxmühle) je malá vesnice, část města Vejprty v okrese Chomutov. Nachází se asi 5 km na jih od Vejprt. Prochází zde silnice II/219. V roce 2016 zde bylo evidováno 6 adres. V roce 2011 zde trvale žil jeden obyvatel.
Jako Výsada je na mapách vyznačena skupina domů mezi Českými Hamry a Novým Zvoláním, kde býval hostinec Zum schwarzen Bär. Na historickým mapách je však Lauxmühle zakreslen na pravém břehu Polavy na západním okraji Českých Hamrů v okolí hraničního přechodu do Hammerunterwiesenthalu. Na tomto místě se také nachází cykloturistický rozcestník Výsada. Výsada leží v katastrálním území České Hamry u Vejprt o výměře 3,85 km².

## Název
Původní název vesnice Lauxův Mlýn je odvozen z příjmení Laux, které se vyvinulo ze slova Lux (zkráceně Lucas, Lukáš). V historických pramenech se jméno vesnice vyskytuje ve tvarech: Lauxesmühl a Lauxmühl (1787) nebo Lauxmühle (1846). Název Výsada se začal používat až v roce 1950.

## Historie
Lauxův mlýn stával již v sedmnáctém století na panství Loučné. V roce 1656 byl vrchností přípojen k Přísečnici, ale později se vrátil zpět k Loučné. Podle tereziánského katastru byla roku 1748 součástí mlýna pila, kovárna a obchod s masem. Jaroslav Schaller ve svém díle Topographie des Königreiches Böhmen z roku 1787 u mlýna uvádí osadu tvořenou pěti domy, která patřila k přísečnickému panství. Roku 1852 byla ve Výsadě otevřena císařská celnice, přesunutá sem z Kovářské. Po druhé světové válce počet obyvatel klesl kvůli vysídlení původních obyvatel na dvacetinu předválečného počtu a osadu se již nepodařilo znovu dosídlit. Po válce byly pila a sousední hotel s restaurací Lauxmühle zbořeny.
Výsada nikdy nebyla samostatnou obcí. V roce 1850 se stala osadou Kovářské, kterou zůstala až do roku 1925, kdy byla připojena k obci České Hamry v okrese Přísečnice. Tento okres se později stal součástí okresu Karlovy Vary-okolí. V roce 1961 byla převedena spolu s Českými Hamry do okresu Chomutov. V období od 30. dubna 1976 do 31. prosince 1985 osada patřila k Loučné a od 1. ledna 1986 je částí obce Vejprty.

## Obyvatelstvo
Při sčítání lidu v roce 1921 zde žilo 193 obyvatel (z toho 92 mužů), z nichž byli dva Čechoslováci, 181 Němců a deset cizinců. Kromě osmi evangelíků patřili k římskokatolické církvi. Podle sčítání lidu z roku 1930 měla vesnice 220 obyvatel: deset Čechoslováků, 193 Němců a sedmnáct cizinců. S výjimkou dvou lidí bez vyznání a osmi evangelíků se hlásili k římskokatolické církvi.
|                                                                        | 1869 | 1880 | 1890 | 1900 | 1910 | 1921 | 1930 | 1950 | 1961 | 1970 | 1980 | 1991 | 2001 | 2011 | 2021 |
| ---------------------------------------------------------------------- | ---- | ---- | ---- | ---- | ---- | ---- | ---- | ---- | ---- | ---- | ---- | ---- | ---- | ---- | ---- |
| Obyvatelé                                                              | 122  | 140  | 148  | 173  | 199  | 193  | 220  | 10   | 3    | -    | 6    | 6    | 13   | 1    | 5    |
| Domy                                                                   | 14   | 14   | 15   | 17   | 19   | 23   | 29   | 1    | —    | -    | 2    | 4    | 3    | 2    | 2    |
| Počet domů z roku 1961 je zahrnut v celkovém počtu domů Českých Hamrů. |      |      |      |      |      |      |      |      |      |      |      |      |      |      |      |